# Fernsehturm Jaisalmer
Der Fernsehturm Jaisalmer ist ein 300 Meter hoher Fernsehturm und nach dem Fernsehturm Rameswaram der zweithöchste aus Stahlbeton in Indien. Er befindet sich knapp 70 Kilometer nordwestlich der Stadt Jaisalmer in einem Wüstengebiet unweit der pakistanisch-indischen Grenze. Der Fernsehturm ohne Turmkorb besteht aus einer schlanken, sich nach oben verjüngenden Röhrenkonstruktion, die durch sechs leicht hervorkragende Ringe profiliert wird. Die Spitze wird von einem Antennenträger aus Stahlfachwerk gebildet. 